# Federico Bermúdez Rattoni
Federico Bermúdez Rattoni (Ciudad de México, 9 de agosto de 1951) es un médico, psicólogo e investigador mexicano dedicado a los estudios de la neurobiología de la memoria. 

## Semblanza biográfica
El Dr. Bermúdez-Rattoni ha desarrollado una importante línea de investigación en la cual ha estudiado los mecanismos moleculares de plasticidad neuronal y la memoria, convirtiéndolo quizás en el más importante investigador en neurobiología de la memoria en México. El Dr. Bermúdez-Rattoni estudió simultáneamente las carreras de Medicina y Psicología en la UNAM, después continúo sus estudios de Maestría en Nueva York y Doctorado en la Universidad de California en los Ángeles, California. En 1984 se incorpora al Departamento de Neurociencias del Instituto de Fisiología Celular en la UNAM, en donde ha continuado realizando importantes contribuciones en esa dirección. Actualmente habita en la Ciudad de México junto con su esposa y dos hijos. 

### Actividad científica
Utilizando una combinación de métodos conductuales con técnicas neuroquímicas, farmacológicas y electrofisiológicas el Dr. Bermúdez-Rattoni ha investigado mecanismos neuronales en la formación y evocación tanto de memorias declarativas como no declarativas en modelos animales. Estos trabajos están enfocados en dilucidar la participación que tienen diferentes estructuras del lóbulo temporal en la formación de la memoria. Gracias a la incorporación y utilización de técnicas innovadoras y de vanguardia como es el uso de microdiálisis in vivo, cromatografía de alta presión y últimamente biología molecular y electroforesis capilar, el Dr. Bermúdez-Rattoni ha demostrado que diferentes tipos de memorias de reconocimiento podrían estar reguladas por diferentes vías neuronales, estudios que han sido publicados en revistas de alto impacto como Nature Reviews Neurosciences,  PNAS, Journal of Neurosciences e Hippocampus. Asimismo, el Dr. Bermúdez-Rattoni y su grupo han demostrado que cuando una memoria es evocada inicia una secuencia de eventos para actualizar la información en el trazo de memoria, y estos procesos solo se inician cuando existe nueva información que va a ser incorporada en la memoria previamente consolidada. Es así que este grupo de investigadores encontró que existen reactivaciones de algunos neurotransmisores después del evento de aprendizaje, inclusive estas reactivaciones se repiten después de la evocación de la memoria, y cuando son bloqueadas la memoria se pierde. Lo anterior es una clara demostración de que la actividad neuronal requiere de se reactivada para mantener el trazo de memoria. Estos hallazgos los están aplicando en un modelo de ratón transgénico de la enfermedad de Alzheimer con el fin de encontrar los mecanismos por los que se afecta la memoria en esta enfermedad. Por otra parte, el Dr. Bermúdez-Rattoni y su grupo realizaron un fascinante descubrimiento en el cual se demuestra que el aprendizaje espacial puede producir cambios morfológicos en áreas particulares del sistema nervioso central de animales adultos. En este sentido, cuando sobre-entrenaron animales en una tarea espacial observaron incrementos notables de nuevos contactos sinápticos en una estructura perteneciente al lóbulo temporal medial (sinaptogénesis en las fibras musgosas del hipocampo dorsal). Asimismo demostraron que dichos incrementos estaban correlacionados con una mejor ejecución de memoria espacial en los animales entrenados. Esta contribución que demuestra cambios morfológicos en cerebros de animales adultos debidos al aprendizaje han sido replicada por varios laboratorios en el mundo y fue seleccionada para la portada de la revista Hippocampus.

### Producción científica
Los resultados de estas investigaciones de más de 35 años de intenso trabajo le han dado prestigio y reconocimiento en la comunidad científica internacional lo cual se ve reflejado por las publicaciones logradas en revistas de muy alto impacto como las ya mencionadas. Asimismo, el Dr. Bermúdez-Rattoni ha sido invitado a escribir artículos de revisión sobre su trabajo en diversas revistas entre las que destacan Nature Reviews Neuroscience, PNAS, Celular Molecular Neurobiology. Como corolario de lo anterior varios de sus trabajos han sido escogidos para portadas de revistas, como la portada del volumen especial «Acetylcholine: Cognitive and Brain Functions» de la revista Neurobiology of Learning and Memory, y recientemente Learning & Memory, Nov. 2012. Durante su carrera el Dr. Bermúdez-Rattoni ha publicado más de 140 trabajos, de los cuales 107 están publicados en revistas indizadas, 14 capítulos en libros de circulación internacional, 8 nacionales, 11 de divulgación científica y 4 libros de circulación internacional. 
El número de citas a sus trabajos se ha incrementando substancialmente, pues en los últimos 5 años el número de citas a los trabajos del Dr. Bermúdez-Rattoni aumentaron en más de 1600, de las 2000 que había acumulado en el año 2008, por lo que el total acumulado es de más de 3700 citas con un índice H de 32. Dos de sus trabajos han sido seleccionados por el grupo “Faculty-1000”, y ha recibido numerosos comentarios y citas en extenso a sus trabajos desarrollados durante varios años. Cabe señalar que ha sido clasificado con el nombramiento más alto tanto en el Sistema Nacional de Investigadores (Nivel III), como en los estímulos a la productividad que otorga la UNAM (PRIDE D) desde que inició el programa. Ha sido invitado a impartir numerosas conferencias magistrales alrededor del mundo y ha organizado diversos simposios y cursos internacionales de su especialidad. En 1998 fue invitado como “Roger B. Loucks Lecturer” por la Universidad de Washington en Seattle, e impartió la “Cátedra Magistral: Neurobiología de la Memoria” para la apertura de los cursos del año 2004 invitado por parte del senado y Rector de la Universidad de Puerto Rico.  Además ha sido invitado como key-note speaker en varios congresos a nivel internacional. Asimismo, ha sido distinguido con varios premios, además de los ya señalados, destacan la beca de la Fundación John Simon Guggenheim, en la ciudad de Nueva York en 1989, Visiting Fellow por el Centro de Neurobiología del Aprendizaje y la Memoria de la Universidad de California, Irvine en 2007 y por su importante contribución a la investigación científica recibió en año de 1998 el Premio Universidad Nacional en Ciencias Naturales. Asimismo, el Dr. Bermúdez-Rattoni obtuvo el premio a la investigación médica “J. Rosenkranz” del Instituto Syntex en 1993, por su trabajo pionero sobre la regulación que ejerce el sistema nervioso en el sistema inmune, mediante condicionamientos de respuestas inmunes.

### Docencia
El impacto que ha tenido en la formación de personal altamente calificado se puede medir, además del gran número de estudiantes formados en todos los niveles, por el número de investigadores formados bajo la tutela del Dr. Bermúdez-Rattoni que continúan desarrollando proyectos de plasticidad neuronal y memoria en sus propios laboratorios tanto en México como alrededor del mundo. En su laboratorio han realizado tesis un total de 87 estudiantes, de los cuales, 20 son doctorales, 16 de maestría y 32 de licenciatura, además de 19 estudiantes de licenciatura que han obtenido sus tesis bajo la dirección de estudiantes de posgrado en su laboratorio. Asimismo, han realizado investigaciones bajo su dirección 11 científicos posdoctorales y visitantes de 5 países incluidos Argentina, España, Francia, México y la República Checa. El Dr. Bermúdez-Rattoni ha impartido cursos en Fisiología en la Facultad de Medicina, Licenciatura, Maestría y Doctorado en Investigación Biomédica Básica, de la cual fue coordinador del área Neurociencias y después coordinador de sede del mismo proyecto. Además ha impartido clases y organizado cursos en la Facultad de Psicología de la Universidad Anáhuac, de la UNAM, FES Zaragoza, Universidad Iberoamericana y la Universidad de Texas A&M, College Station, Texas. Actualmente continúa impartiendo clases a nivel licenciatura en la Facultad de Ciencias en la UNAM.

## Grados académicos
- Médico Cirujano. Facultad de Medicina. UNAM. 1972 1978. Examen Final:  22 de enero de 1978.
- Licenciatura en Psicología. Facultad de Psicología.  UNAM. 1975 1979, Examen Final:  27 de agosto de 1979.
- Maestría en Ciencias (Especialidad en Psicofarmacología). Department of Psychology. Rensselaer Polytechnic Institute. Troy, New York. 1979 1980. Examen Final: 30 de diciembre de 1980.
- Doctorado en Psicofisiología. Universidad de California, Los Ángeles. 1981 1984. Examen Final:  14 de marzo de 1984.
- Postdoctorado Instituto de Neuropsiquiatría. Universidad de California, Los Ángeles. 1982-1984.
- Profesor visitante, Centro de Neurobiología del Aprendizaje y la Memoria. Universidad de California, Irvine, enero-diciembre de 1990.
- Profesor visitante, Edificio Interdisciplinario de Ciencias de la Vida (ILSB). Universidad de Texas A&M. College Station, TX, agosto de 2011-agosto de 2012.

## Premios y distinciones
- Premio Nacional de Ciencias y Artes. Área de Ciencias Físico-Matemáticas y Naturales 2013
- Distinción Fundación Miguel Alemán. XXV aniversario de la Fundación Miguel Alemán.  2010
- Profesor visitante. Centro de la Neurobiología del Aprendizaje y la Memoria. Universidad de California, Irvine, EE. UU. 2006-2007.
- Cátedra Magistral Neurobiología de la Memoria. Inauguración de los cursos 2004-2005 en la Universidad de Puerto Rico en Cayey por Invitación del Senado. Puerto Rico, EE. UU. 2004.
- Premio Universidad Nacional en el área de Investigación en Ciencias Naturales, 1998
- Roger B. Loucks Lecturer. Universidad de Washington, Seattle Wa. 1998
- UNAM- PRIDE nivel D, desde su fundación.
- Premio de “Investigación Médica Dr. Jorge Rosenkranz”. (Syntex). 1993
- Cátedra Patrimonial de Excelencia, Nivel III. CONACYT. 1992
- Beca John Simon Guggenheim, Ciudad de Nueva York, NY. USA. 1989 1990.
- Distinción Fundación Miguel Alemán. Comité del Programa de Salud de la Fundación Miguel Alemán. 1987
- Investigador Nacional, Nivel III. SNI (SEP)  Registro No. 2025. Miembro desde 1984-
- Programa de Doctorado en Ciencias Biomédicas de la UNAM. Reconocimiento como uno de los tutores que más han graduado estudiantes de doctorado, 31 de agosto de 2010.

## Publicaciones destacadas
- Balderas I., Rodríguez Ortíz C.J., and Bermúdez-Rattoni F. «Retrieval and reconsolidation of the object recognition memory are independent processes in the perirhinal cortex.»  Neuroscience. 253, pp 398-405. 2013.
- Balderas I., Moreno-Castilla P. and Bermúdez-Rattoni F. «Dopamine d1 receptor activity modulates object recognition memory consolidation in the perirhinal cortex but not in the hippocampus.»  Hippocampus, 2013.
- Guzmán Ramos K.R., Moreno Castilla P., Castro Cruz M., McGaugh, J.L., Martínez-Coria, H., LaFerla F.M, and Bermúdez Rattoni F. «Restoration of dopamine release deficits during object recognition memory acquisition attenuates cognitive impairment in a triple transgenic mice model of Alzheimer’s disease.»  Learning & Memory. 19: 445-462. 2012.
- Morin, Jean-Pascal, Quiroz, César Lucía, Mendoza-Viveros, Ramírez-Amaya, Victor, Bermúdez-Rattoni, Federico. «Familiar taste induces higher dendritic levels of activity-regulated cytoskeleton associated protein in the insular cortex than a novel one.»  Learning and Memory 18: 610-616, 2011.
- Gustavo Pacheco López and Federico Bermúdez Rattoni. «Brain-immune interactions and the neural basis of disease avoidant ingestive behaviour.»  Proceedings of the Royal Society B: Biological Sciences Phil. Trans. R. Soc. B 366, 3389-3405, 2011. PMC3189354.
- Quiroz-Báez R., Ferrera F., Rosendo-Gutiérrez F, Moran J., Bermudez-Rattoni F.  and Arias C. «Caspase 12 activation is involved in amyloid-protein-induced synaptictoxicity.»  Journal of Alzheimer’s Disease. 26: 467–476, 2011.
- Bermúdez-Rattoni F.: «Is memory consolidation a multiple circuit-system?»  Proceedings of the National Academy of Science. 107(18): 8051-8052. 2010.
- Guzmán Ramos K.R., Osorio Gómez D., Moreno Castilla P., Bermúdez Rattoni F. «Off-line concomitant release of dopamine and glutamate involvement in taste memory consolidation.» Journal of Neurochemistry. 114: 226–236. 2010.
- Bermúdez Rattoni F. «Molecular mechanisms of taste-recognition memory.» Nature Reviews Neuroscience. 5, 209-217. 2004.
- Miranda MI., Ferreira G., Ramírez-Lugo L., y Bermúdez-Rattoni F. Glutamatergic activity in the amygdala signals visceral input during taste memory formation. Proceedings of the National Academy of Science 99(17), 11417-11422. 2002.
- Ramírez Amaya V., Balderas I., Sandoval J., Escobar M.L. and Bermúdez Rattoni F.  Spatial long-term memory is related with mossy fiber synaptogenesis. The Journal of Neuroscience, 15, 21 (18):7340-7348. 2001.
- Miranda, M.I., Bermúdez Rattoni, F. «Reversible inactivation of the nbm disrupts cortical ach release and acquisition but not retrieval of aversive memories.» Proceedings of the National Academy of Science. (USA)  6478-6482, 1999.
- Ramirez-Amaya, V., Escobar, M.L. and Bermudez-Rattoni F.  «Synaptogenesis of mossy fibers induced by spatial maze over-training.» Hippocampus, 9:631-636.  1999.
- Gutiérrez, H., Gutiérrez, R., Ramírez-Trejo, L., Silva-Gandarias, R., Ormsby, C.E., Miranda, M.I. and Bermúdez-Rattoni F. Redundant basal forebrain modulation in taste aversion memory formation. The Journal of Neuroscience. 19(17), 7661-7669, 1999.
- Gutiérrez. H., Miranda, M.I. y Bermúdez Rattoni, F.   «Learning impairment and cholinergic differentiation after cortical nerve growth factor deprivation.»  Journal of Neurosciences, 17 (10)  3796-3803, 1997.
- Bermúdez Rattoni, F., Introini Collison, F.B. and McGaugh, J.L.  «Reversible lesion of the insular cortex by tetrodotoxin produce retrograde and anterograde amnesia for inhibitory avoidance and spatial learning.» Proceedings of the National Academy of Science. (USA) 88: 5379 53820. 1991.

## Libros
- Neural Plasticity and Memory: From genes to brain imaging. Bermudez-Rattoni F. (Ed.) CRC Press. Boca Raton Florida, USA, April 2007. On-line: http://www.ncbi.nlm.nih.gov/bookshelf/br.fcgi?book=frplas
- Memoria: Dónde reside y el cómo se forma. Bermúdez-Rattoni, F. y Prado Alcalá, R. (Eds.) Trillas, México D.F. Noviembre 2001.(1st. Reprint 2009).
- Conditioned Taste Aversion. Bures, J., Bermúdez-Rattoni and Yamamoto. Oxford Psychology Series, Oxford Press UK.  London 1998. http://www.oxfordscholarship.com/oso/public/content/psychology/9780198523475/toc.html
- Plasticity in the Central Nervous System: Learning amory. J.L. McGaugh, F. Bermúdez-Rattoni and R.A. Prado-Alcalá (Eds.) Hillsdale, N.J.: Lawrence Erlbaum Associates. 1995.